# Сантуринівська волость
Сантуринівська волость (Дружківська) — історична адміністративно-територіальна одиниця Бахмутського повіту Катеринославської губернії із центром у селі Дружківка (Сантуринівка).
Станом на 1886 рік складалася з 7 поселень, 7 сільських громад. Населення — 2025 осіб (1007 чоловічої статі та 1018 — жіночої), 306 дворових господарств.
|                     | Площа, десятин | У тому числі орної, дес. |
| ------------------- | -------------- | ------------------------ |
| Сільських громад    | 2667           | 2384                     |
| Приватної власності | 28643          | 15531                    |
| Іншої власності     | 120            | 114                      |
| Загалом             | 31340          | 18029                    |

Поселення волості:
- Дружківка — колишнє власницьке село при річці Кривий Торець за 30 верст від повітового міста, 991 особа, 202 дворових господарства, православна церква й лавка. За 7 верст — 2 лікарні, лавка, паровий млин, солеварний завод. За 12 верст — поштова станція. За 16 верст — цегельний завод. За 20 верст — готель. За 8 верст — залізнична станція Дружківка. За 10 верст — залізнична станція Грузька.
- Олексіївка (Осинова) — колишнє власницьке село при річці Кривий Торець, 835 осіб, 161 дворове господарства.
- Новоселівка (Василівка, Скуськи) — колишнє власницьке село при річці Кривий Торець, 784 особи, 141 дворове господарства.
- Сантуринівка — колишнє власницьке село при річці Кривий Торець, 344 особи, 80 дворових господарства, 2 лавки.

Наприкінці 1890-тих волосне правління перенесено до села Сантуринівка, волость отримала назву Сантуринівська.
За даними на 1908 рік у волості налічувалось 19 поселень, загальне населення — 14 371 особа (7131 чоловічої статі та 7240 — жіночої), 1983 дворових господарства.